# Vereinigung der Französischlehrerinnen und -lehrer

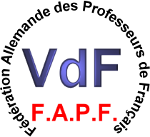
Logo der Vereinigung der Französischlehrerinnen und -lehrer

Die Vereinigung der Französischlehrerinnen und -lehrer e. V. (VdF) ist ein 1970 gegründeter Verein. Die Bundesgeschäftsstelle befindet sich am Institut für Romanistik der Universität Leipzig.

## Zweck
Der Zweck der VdF liegt vornehmlich in der Pflege und Verbreitung der französischen Sprache und Kultur, wobei ein besonderes Augenmerk auf den Unterricht der französischen Sprache an deutschen Bildungseinrichtungen gelegt wird. Die Mitglieder und der Vorstand wirken bei der Entwicklung des Französischunterrichts und -studiums sowie bei der Lehrerfortbildung mit. Die VdF fördert den Lehrer- und Hochschullehreraustausch zwischen Deutschland und vor allem Frankreich und helfen dabei, Kontakte zwischen Französischlehrerinnen und -lehrern auf internationaler Ebene zu knüpfen. Zu den genannten Zwecken ist die VdF Mitglied der Fédération internationale des professeurs de français (F.I.P.F.) in Sèvres und arbeitet mit Institutionen zusammen, die ähnliche Ziele verfolgen. Die französische Botschaft ist ein wichtiger Kooperationspartner der VdF. Ihre Unterstützung ermöglicht kulturelle Veranstaltungen auf Landes- und Bundesebene.

## Geschichte
Der Verein wurde 1970 unter dem Namen Vereinigung der Französischlehrer (VdF) in Rottweil gegründet. Anlass war die Reaktion auf Beschlüsse der Kultusministerkonferenz, die zu einer Reduzierung des Französischunterrichts in Deutschland zu führen drohten. Die VdF setzt sich damals wie heute für das Angebot von Französischunterricht ab Klasse 5 ein und wirbt mit Broschüren und in ungezählten Veranstaltungen für Französisch als 1., 2. oder 3. Schulfremdsprache. Im sprachenpolitischen Diskurs der 1970er, 1980er und 1990er Jahre setzte sich die VdF unter ihrem Gründungspräsidenten Jürgen Olbert dezidiert für die Förderung von Französischunterricht ein.
Schon bald nach ihrer Gründung griff die VdF über Baden-Württemberg hinaus. Seither ist sie quasi in allen Bundesländern vertreten. Die VdF veranstaltet(e) regelmäßig regionale Fachtagungen und/oder Bundeskongresse (u. a. Leipzig 2009 Jena, 2013 Bochum, 2018 Leipzig) sowie binationale Kongresse (u. a. 1990 Berlin, 1993 Bayreuth, 1996 Tours) z. T. in Zusammenarbeit mit dem französischen Deutschlehrer-Verband (ADEAF). Mit der deutschen Einigung erweiterte sich die VdF um Vertretungen in den neuen Bundesländern. In dieser Zeit zählte die Vereinigung ca. dreitausend Mitglieder.
Das Verbandsorgan französisch heute (fh) setzt seit 1972 mit vier Ausgaben pro Jahr die Informationsblätter für Französischlehrer fort. Neben fachdidaktischen behandelte fh vor allem bildungspolitische Fragen zum Französischunterricht und zum deutsch-französischen Verhältnis. Hierneben standen methodische, inhaltliche – landeskundliche und literarische – Themen und deren Didaktisierung. Die 1990er Jahre verlangten offensichtlich eine Öffnung zum aktuellen Stand der damaligen fremdsprachendidaktischen Forschung, wie sie die Nachbargazetten – vor allem den Neueren Sprachen, Neusprachlichen Mitteilungen oder der Praxis des neusprachlichen Unterrichts – boten. Dabei setzte fh einen Schwerpunkt im Bereich von Mehrsprachigkeit und dem reflexiven Sprachenlernen mit Bezug auf das Lernen und Lehren von Französisch. In den letzten Jahrzehnten wurden dann wieder eng unterrichtsbezogene, z. T. praktizistische, Themen in den Vordergrund gerückt. Als Organ der fremdsprachendidaktischen Forschung verlor fh naturgemäß an Boden.
Nicht ohne Bezug zur Erweiterung der deutsch-französischen „Achse“ um europäische Perspektiven zeigte sich zunehmend, dass die exklusiv auf eine einzelne Zielsprache bezogene Argumentation EU-Ansätzen zuwiderlief. Als Gesprächspartner des politischen „decision making“ (Kultusministerien usw.) erwiesen sich einzelzielsprachliche Verbände zunehmend als wirkungslos. Nichts zeigt dies deutlicher als die Entwicklung des Englischunterrichts in der Welt sowie gleichzeitig die sprachenpolitische Aufwertung der Mehrsprachigkeit nicht zuletzt durch die einschlägigen Publikationen der Europäischen Union bzw. ihrer Vorläufer. Diese Position wurde/wird insbesondere durch die französische Sprachenpolitik unterstützt («La richesse dans la diversité»). Diese Linie lässt sich weit zurückverfolgen – sie erreicht mit der Entwicklung der Schwellenniveau-Listen (1976) einen ersten Höhepunkt, gefolgt vom Gemeinsamen europäischen Referenzrahmen für Sprachen: lehren, lernen, beurteilen (GeR) (2001) und weiteren Initiativen der Europäischen Union. Unter ihrem neuen Vorsitzenden, dem Gießener Romanisten Franz-Joseph Meißner, reagierte die VdF nach 1995 auf die neue Situation, indem sie die Didaktik des Französischen um eine Perspektive der europäischen Mehrsprachigkeit erweiterte. Französischkenntnisse und deren Erwerb figurierten (faktisch neben Englisch, das ja von den allermeisten Schülern belegt wurde) als fundamentaler Baustein für den Erwerb der romanischen Mehrsprachigkeit und darüber hinaus (Klein 2002). Die seit den 1990er Jahren entwickelte Interkomprehensionsdidaktik war forschungsmethodisch von Anfang an empirisch durch zahlreiche deutsche und internationale Publikationen fundiert. Ihr methodisches Repertoire ist heute Teil eines zeitgemäßen Fremdsprachenunterrichts nicht nur romanischer Sprachen. Weltweit wurde der Ansatz durch die Union Latine, vor allem die französische Regierung und die Europäische Union unterstützt.
Mit der Erweiterung der didaktischen Perspektive um „Französisch als (ein) Tor zur romanischen Mehrsprachigkeit“ (und darüber hinaus) verband sich auch die Frage einer Veränderung der überkommenen Landschaft der Sprachenverbände; konkret: der Zusammenschluss des plurilingualen Fachverbandes Moderne Fremdsprachen und der monolingualen Organisationen, vor allem dem Deutschen Spanischlehrerverband (DSV) und der VdF, zum Gesamtverband Moderne Fremdsprachen (GMF). Der GMF ist das Organ der Lehrerinnen und Lehrer aller in Deutschland unterrichteter moderner Sprachen, sofern sich die einzelzielsprachlichen Organisationen unter das Dach des GFM gefunden haben. 2020 hat allerdings die VdF den GMF wieder verlassen. Damit steht zu befürchten, dass sie sich damit die Möglichkeit genommen hat, im Rahmen einer europäischen Sprachenpolitik für den Französischunterricht im Sinne ihres Stiftungszwecks wirksam einzutreten, denn am sprachenpolitischen Gespräch aller Verbände mit den Kultusministerien nimmt die VdF nicht mehr teil.
2000 erfolgte die Umbenennung der VdF in Vereinigung der Französischlehrerinnen und -lehrer. Der Umbenennung ging eine Mitgliederbefragung per Brief voraus. Das Votum für die Aufnahme der femininen Nennung erreichte zwar nur eine knappe Mehrheit, wobei der Rücklauf insgesamt weniger als 10 Prozent der Mitgliederschaft umfasste. (Nach den Interpretationsmustern der empirischen Sozialforschung deutet der schwache Rücklauf darauf hin, dass die Mehrzahl der Mitglieder die Frage als „wenig relevant“ empfand.) Dennoch war die Ablösung des generischen Maskulinums ein richtiger Schritt – nicht zuletzt, weil die VdF deutlich mehr Lehrerinnen als Lehrer zählt.

## Vorsitzende
- Jürgen Olbert (1924–2012), erster Vorsitzender der VdF 1970–1995[7]
- Franz-Joseph Meißner 1995–2004
- Julitte Ring 2004–2008
- Jürgen Mertens 2008–2012
- Andreas Nieweler 2012–2014
- Ulrike Lange von 2014–2016
- Rolf Beck 2016–2021
- Grégoire Fischer[8]